# CONMEBOL Beach Soccer Championship 2008
Il Campionato sudamericano di beach soccer 2008 è la 2ª edizione di questo torneo.

## Squadre partecipanti
Di seguito le 7 squadre partecipanti.
- Brasile
- Argentina
- Paraguay
- Uruguay

- Venezuela
- Cile
- Perù

## Fase a gironi

### Girone A
| Team      | G | V | V+ | P | GF | GS | +/- | P |
| --------- | - | - | -- | - | -- | -- | --- | - |
| Argentina | 3 | 3 | 0  | 0 | 26 | 10 | 16  | 9 |
| Venezuela | 3 | 2 | 0  | 1 | 13 | 11 | 2   | 6 |
| Cile      | 3 | 1 | 0  | 2 | 17 | 16 | 1   | 3 |
| Perù      | 3 | 0 | 0  | 3 | 10 | 23 | -13 | 0 |

| Squadra 1 | Risultato | Squadra 2 |
| --------- | --------- | --------- |
| Cile      | 8-5       | Perù      |
| Argentina | 2-1       | Venezuela |
| Venezuela | 5-4       | Cile      |
| Argentina | 8-0       | Perù      |
| Venezuela | 7-5       | Perù      |
| Argentina | 6-5       | Cile      |

### Girone B
| Team     | G | V | V+ | P | GF | GS | +/- | P |
| -------- | - | - | -- | - | -- | -- | --- | - |
| Brasile  | 2 | 2 | 0  | 0 | 14 | 7  | 7   | 6 |
| Uruguay  | 2 | 1 | 0  | 1 | 8  | 12 | -4  | 3 |
| Paraguay | 2 | 0 | 0  | 2 | 8  | 11 | -3  | 0 |

| Squadra 1 | Risultato | Squadra 2 |
| --------- | --------- | --------- |
| Brasile   | 8-3       | Uruguay   |
| Brasile   | 6-4       | Paraguay  |
| Uruguay   | 5-4       | Paraguay  |

## Finali

### Semifinali
| Squadra 1 | Risultato | Squadra 2 |
| --------- | --------- | --------- |
| Brasile   | 8-3       | Venezuela |
| Argentina | 5-3       | Uruguay   |

### Finali

#### 3º-4º posto
| Squadra 1 | Risultato | Squadra 2 |
| --------- | --------- | --------- |
| Uruguay   | 5-1       | Venezuela |

#### Finale
| Squadra 1 | Risultato | Squadra 2 |
| --------- | --------- | --------- |
| Brasile   | 6-1       | Argentina |

## Classifica Finale
Queste le posizioni nel dettaglio.
| Pos | Team      |
| --- | --------- |
| 1   | Brasile   |
| 2   | Argentina |
| 3   | Uruguay   |
| 4   | Venezuela |
| 5   | Cile      |
| 6   | Paraguay  |
| 7   | Perù      |